# Max Fuchs
Max Fuchs (* 30. September 1948 in Dudweiler, Saarland) ist ein deutscher Kulturwissenschaftler und Hochschullehrer. Bekannt wurde er besonders als Vorsitzender des Deutschen Kulturrates (von 2001 bis 2013) und Direktor der Akademie Remscheid sowie zahlreiche Veröffentlichungen zu Kulturtheorie und -politik, zur Bildungstheorie und Kulturgeschichte.

## Leben und Schaffen
Fuchs absolvierte zunächst eine Lehre zum Fernmeldetechniker bei der ehemaligen Bundespost. Durch Weiterbildung ermöglichte er sich ein FH-Studium der Mathematik und Wirtschaftswissenschaften, das er als Diplom-Mathematiker abschloss. Als ihm auch dieses Feld zu eng wurde, sattelte er noch ein Universitäts-Studium der Pädagogik und Soziologie drauf, das er mit Magister Artium (MA) und durch eine Dissertation zum Dr. phil. vollendete.
Nachdem er zunächst lange Jahre in verschiedenen Stellen bei der Bundespost gearbeitet hatte, wurde er danach zunächst 1984–1988 Gymnasiallehrer. Als man ihm den Chefposten des Remscheider Instituts für Bildung und Kultur (IBK) anbot, schied er aus dem Schuldienst aus und übernahm dort die Leitung, wechselte später auf eine Stelle als Direktor der Akademie Remscheid. Wenige Jahre später wurde er auch Honorarprofessor für Kulturarbeit an der Universität Essen, die damals zunächst noch Gesamthochschule hieß. Außerdem bekam er Lehraufträge für Kultur- und Bildungspolitik an der Universität Basel und der Hochschule für Wirtschaft und Politik Hamburg.
Ehrenamtlich wurde Fuchs in zahlreichen Kultur-Förderungs-Gremien und -Institutionen tätig. Von 2001 bis 2013 war er Vorsitzender des Deutschen Kulturrats. Er war Mitglied des Bundesjugendkuratoriums, Mitglied der deutschen Delegation beim UNESCO-Weltkongreß zur Kulturpolitik in Stockholm 1998, Mitglied der deutschen UNESCO-Kommission, Mitglied des Kuratoriums des Instituts für Kulturpolitik der Kulturpolitischen Gesellschaft. Gewählt wurde er als Sprecher des Qualifizierungsnetzwerkes Medien NRW, zum stellvertretenden Vorsitzenden des Fonds Soziokultur (1994–2000), zum Vorsitzenden des Fachausschusses Europa des Deutschen Kulturrates. Seit 1985 ist Fuchs Mitglied der Kulturpolitischen Gesellschaft (Bonn). Max Fuchs ist Ehrenvorsitzenden der Bundesvereinigung Kulturelle Kinder- und Jugendbildung, deren Vorsitzender er von 1994 bis 2009 war.
Fuchs ist verheiratet und hat zwei Söhne.

## Werke (Auswahl)
- Auf dem Weg zur Kulturschule kopaed, München 2010, ISBN 978-3-86736-317-4.
- Die Kultur und das Grundgesetz, in: Robertson-von Trotha, Caroline Y. (Hrsg.): 60 Jahre Grundgesetz. Interdisziplinäre Perspektiven (= Kulturwissenschaft interdisziplinär/Interdisciplinary Studies on Culture and Society, Bd. 4), Baden-Baden 2009, S. 107–118, ISBN 978-3-8329-4865-8.
- Kultur – Teilhabe – Bildung kopaed, München 2008 ISBN 978-3-86736-039-5
- Kultur Macht Sinn VS Verlag für Sozialwiss., Wiesbaden 2008, 1. Auflage, ISBN 978-3-531-15892-1.
- Kulturpolitik VS Verlag für Sozialwiss., Wiesbaden 2007, 1. Auflage, ISBN 3-531-15448-6.
- Die Kulturschule. Konzept und theoretische Grundlagen (Schriftenreihe Kulturelle Bildung, vol. 32), kopaed, München 2012, ISBN 978-3-86736-332-7.